# Santa Cecilia (Poussin)
Santa Cecilia (in francese Sainte Cécile) è un dipinto  del pittore francese Nicolas Poussin realizzato circa nel 1635 e conservato nel Museo del Prado a Madrid in Spagna.

## Descrizione e stile
È un classico nell'iconografia cristiana rappresentante Santa Cecilia come esperta di musica. Poussin la raffigura mentre suona uno strumento a tastiera, forse il clavicordo. Di fronte a lei ci sono due angeli che sorreggano la partizione; sopra la santa vi è un terzo angelo che solleva la tenda rossa. Sullo sfondo, tra lo strumento e una colonna, cantano altri due angeli. 
I colori dominanti sono il rosso, il giallo e il blu, modulati in diverse transizioni graduali tra le superfici illuminate e scure.